# La Moitié gauche du frigo
Pour plus de détails, voir Fiche technique et Distribution.
La Moitié gauche du frigo est un film québécois de Philippe Falardeau sorti en 2000 et mettant en vedette Paul Ahmarani et Stéphane Demers.

## Synopsis
Stéphane est un militant social, formé dans le domaine du théâtre. Christophe est un ingénieur au chômage. Les deux amis sont colocataires. Ils s’engagent tous deux dans la création d’un documentaire sur l’emploi. Christophe accepte que son ami filme ses démarches jusqu’à ce qu’il trouve du travail. L’entreprise éprouvera sérieusement leur amitié. La caméra vidéo de Stéphane suit Christophe à chaque entrevue d’embauche, dans les séminaires de formation à la recherche d’emploi et dans les rencontres avec les conseillers en placement. Stéphane obtient les moyens financiers de s’adjoindre une équipe technique. Plus l’espoir  de Christophe diminue, plus le tournage s’étire en longueur en n’épargnant aucune sphère de sa vie de chômeur. Son flirt avec une caissière, ses loisirs et même son sommeil, tout est filmé. Pour Stéphane, dorénavant intéressé par les congédiements massifs, la sous-traitance et les intérêts égoïstes des compagnies, le projet limité au début devient un tremplin politique qui finit par nuire à la recherche d’emploi de son ami.

## Fiche technique
Source : IMDb et Films du Québec
- Titre original : La Moitié gauche du frigo
- Réalisation : Philippe Falardeau
- Scénario : Philippe Falardeau
- Direction artistique : André-Line Beauparlant
- Décors : Isabelle Hayeur
- Costumes : Sophie Lefebvre
- Maquillage : Djina Caron
- Photographie : Josée Deshaies
- Son : Sylvain Bellemare, François Grenon, Louis Gignac
- Montage : Sophie Leblond
- Production : Luc Déry et Josée Roberge
- Société de production : Qu4tre par Quatre
- Sociétés de distribution : Film Tonic, Pierre Grise Distribution (France)
- Budget : 800 000 $ CA
- Pays de production :  Canada
- Langue originale : français
- Format : couleur — son Dolby numérique
- Genre : comédie dramatique
- Durée : 90 minutes
- Date de sortie : 
  - Canada : 13 septembre 2000 (première au Festival international du film de Toronto (TIFF))
  - Canada : 17 novembre 2000 (sortie en salle au Québec)
  - Belgique : 12 octobre 2001 (Festival international du film de Flandre-Gand)
  - Canada : octobre 2002 (DVD)
  - France : 16 octobre 2002 (sortie en salle)

## Distribution
- Paul Ahmarani : Christophe Bélanger, ingénieur au chômage
- Stéphane Demers : Stéphane Demers, réalisateur du documentaire
- Geneviève Néron : Odile
- Jules Philip : Philippe Thibault
- Alexandrine Agostini : Christine O'Neil, Groupe défense chômage
- Michel Laperrière : Joseph Dagenais, président de DNR Systems
- Marie-Andrée Corneille : Marie-Hélène, sœur de Christophe
- Stéphane Crête : collègue de théâtre de Stéphane
- Khanh Hua : Bu Boui
- Sylvain Bellemare : preneur de son
- Elyzabeth Walling : fille au bar
- Robert Morin : Bertrand Romorin, chasseur de têtes
- Daniel Brière : Daniel Brière, conseiller Emploi-Québec
- Marie-Hélène Copti : secrétaire Tr4ction Av4nt
- Jean-François Boudreau : Roger Cloutier, gérant de l'épicerie
- Joël Marin : le testeur de médicaments au vernissage
- Ginette Boivin : directrice de la compagnie de sécurité
- Anne Cattaruzza : la réceptionniste
- Denis Trudel : ouvrier de DNR Systems
- Gaston Caron : ouvrier de DNR Systems
- Noël Burton : Nathan Russel, directeur, Dawson Products
- Valérie Cantin : Suzanne Lavoie, conseillère en finances de la banque
- Denis Girard : Normand Bonin, vendeur d'autos

## Distinctions

### Récompenses
- 2000 : Prix de la  meilleure réalisation pour un premier film canadien au  Festival international du film de Toronto, à Philippe Falardeau
- 2001 : Prix Génie : Prix Claude Jutra à Philippe Falardeau
- 2001 : Prix Jutra pour le meilleur acteur à Paul Ahmarani

### Nominations
- 2001 : Prix Jutra pour la meilleure réalisation à Philippe Falardeau
- 2001 : Prix Jutra pour le meilleur scénario à Philippe Falardeau
- 2001 : Prix Jutra pour le meilleur montage image à Sophie Leblond